# Megalonotus sabulicola

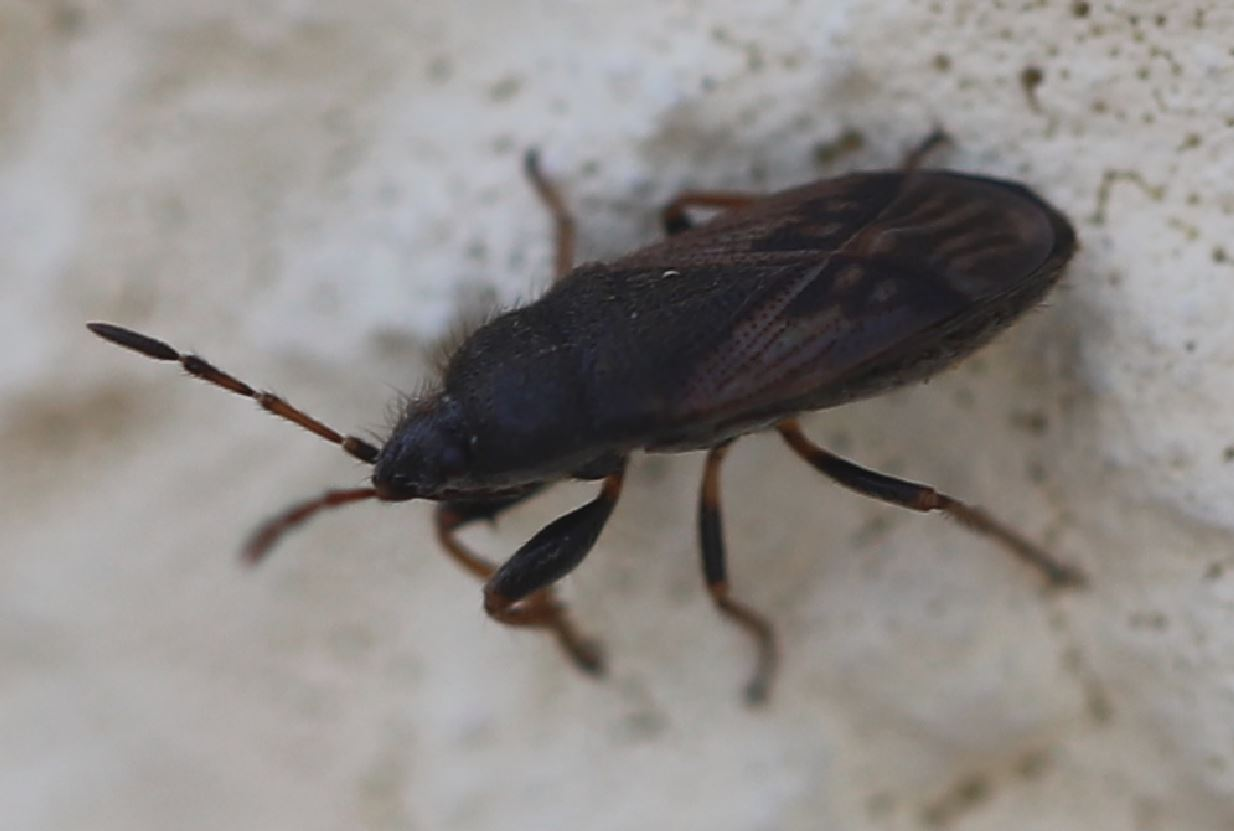
Seitliche Ansicht

Megalonotus sabulicola ist eine Wanze aus der Familie der Rhyparochromidae.

## Merkmale
Die Wanzen werden 4,0 bis 5,0 Millimeter lang und sind damit die kleinsten Vertreter ihrer Gattung in Mitteleuropa. Sie haben wie alle Vertreter der Gattung ein dunkel gefärbtes und besonders hinten grob punktiertes Pronotum. Die Schenkel (Femora) der Vorderbeine tragen einen langen Zahn und mehrere kleine Zähnchen. Man kann Megalonotus sabulicola dadurch bestimmen, dass ihr Pronotum lange, aufrechte Härchen trägt und der Hinterrand des Pronotums gleichmäßig gekrümmt ist. Bei der ähnlichen Art Megalonotus emarginatus treten die Ecken am Hinterrand des Pronotums hervor und sind im spitzen Winkel nach hinten gewinkelt. Die Schienen (Tibien) der mittleren und hinteren Beine sind blass gefärbt, bei Megalonotus chiragra sind sie dunkel. Blass ist auch das zweite und Teile des dritten Fühlergliedes. Anders als bei Megalonotus chiragra sind die meisten Tiere voll geflügelt (makropter).

## Verbreitung und Lebensraum
Die Art ist vom Norden des Mittelmeerraums bis in den äußersten Süden Skandinaviens und der Britischen Inseln verbreitet. Im Osten reicht das Verbreitungsgebiet bis Sibirien und Zentralasien. Die Art kommt auch in Japan vor und wurde in den Nordwesten Nordamerikas eingeschleppt. In Deutschland ist sie vermutlich weit verbreitet, ist aber im norddeutschen Tiefland nur vereinzelt nachgewiesen und nicht häufig. In Österreich ist sie weit verbreitet und häufig. In Großbritannien ist sie selten und kommt nur im Süden Englands vor. Besiedelt werden überwiegend trockene, warme und offene Lebensräume mit sandigen und kalkigen Böden. Die Art benötigt mehr Wärme als Megalonotus chiragra, von der sie früher nicht unterschieden wurde.

## Lebensweise
Die Tiere sind polyphag und an keine bestimmte Nahrungspflanzen gebunden. Sie saugen an den Samen der Pflanzen. In Nordamerika werden pro Jahr zwei Generationen ausgebildet.

## Belege